# RIPOR2
RIPOR2‏ (RHO family interacting cell polarization regulator 2) هوَ بروتين يُشَفر بواسطة جين RIPOR2 في الإنسان.

## الوظيفة
يحفز البروتين المشفر بواسطة هذا الجين تكوين خلية متعددة النوى غير قابلة للانقسام بالتساوي من الخلايا الغاذية الخلوية التكاثرية أثناء تمايز الخلايا الغاذية. يؤدي الربط البديل لهذا الجين إلى ظهور متغيرات متعددة للنسخ.

## الأهمية السريرية
ترتبط الطفرات في RIPOR2 بفقدان السمع.